# Diagnoza (pedagogika)
Diagnoza pedagogiczna (gr. διάγνωση – rozpoznanie) – rozpoznanie obiektu, zdarzenia, sytuacji, spotykanych podczas pracy pedagogicznej, np. trudności wychowawczych, celem zdobycia informacji dla przedsięwzięcia działań zaradczych.
Według Wincentego Okonia, obok diagnozy pedagogicznej, występuje m.in. diagnoza oświatowa, rozpoznająca funkcjonowanie składników systemu oświaty.